# Comuna de Lubas
Lubasz (polaco: Gmina Lubasz) é uma gminy (comuna) na Polónia, na voivodia de Grande Polónia e no condado de Czarnkowsko-trzcianecki. A sede do condado é a cidade de Lubasz.
De acordo com os censos de 2004, a comuna tem 6859 habitantes, com uma densidade 40,9 hab/km².

## Área
Estende-se por uma área de 167,58 km², incluindo:
- área agricola: 47%
- área florestal: 46%

## Demografia
Dados de 30 de Junho 2004:
|                      | Total   | Total | Mulheres | Mulheres | Homens  | Homens |
| -------------------- | ------- | ----- | -------- | -------- | ------- | ------ |
|                      | pessoas | %     | pessoas  | %        | pessoas | %      |
| População            | 6859    | 100   | 3391     | 49,4     | 3468    | 50,6   |
| Densidade (pop./km²) | 40,9    | 100   | 20,2     | 20,2     | 20,7    | 20,7   |

De acordo com dados de 2002, o rendimento médio per capita ascendia a 1364,39 zł.

## Subdivisões
- Antoniewo, Dębe, Goraj-Bzowo, Jędrzejewo, Kamionka, Klempicz, Krucz, Kruteczek, Lubasz, Miłkowo, Nowina, Prusinowo, Sławno, Sokołowo, Stajkowo.

## Comunas vizinhas
- Czarnków, Czarnków, Obrzycko, Połajewo, Wieleń, Wronki